# Schutterijen van Wezet

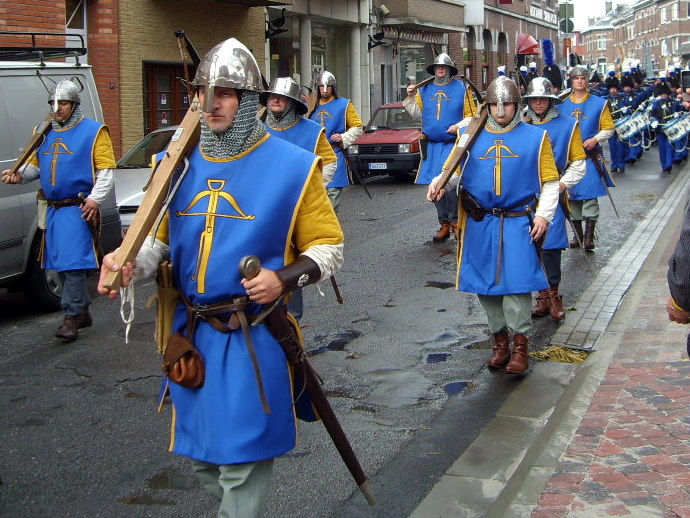
De Arbalétriers.

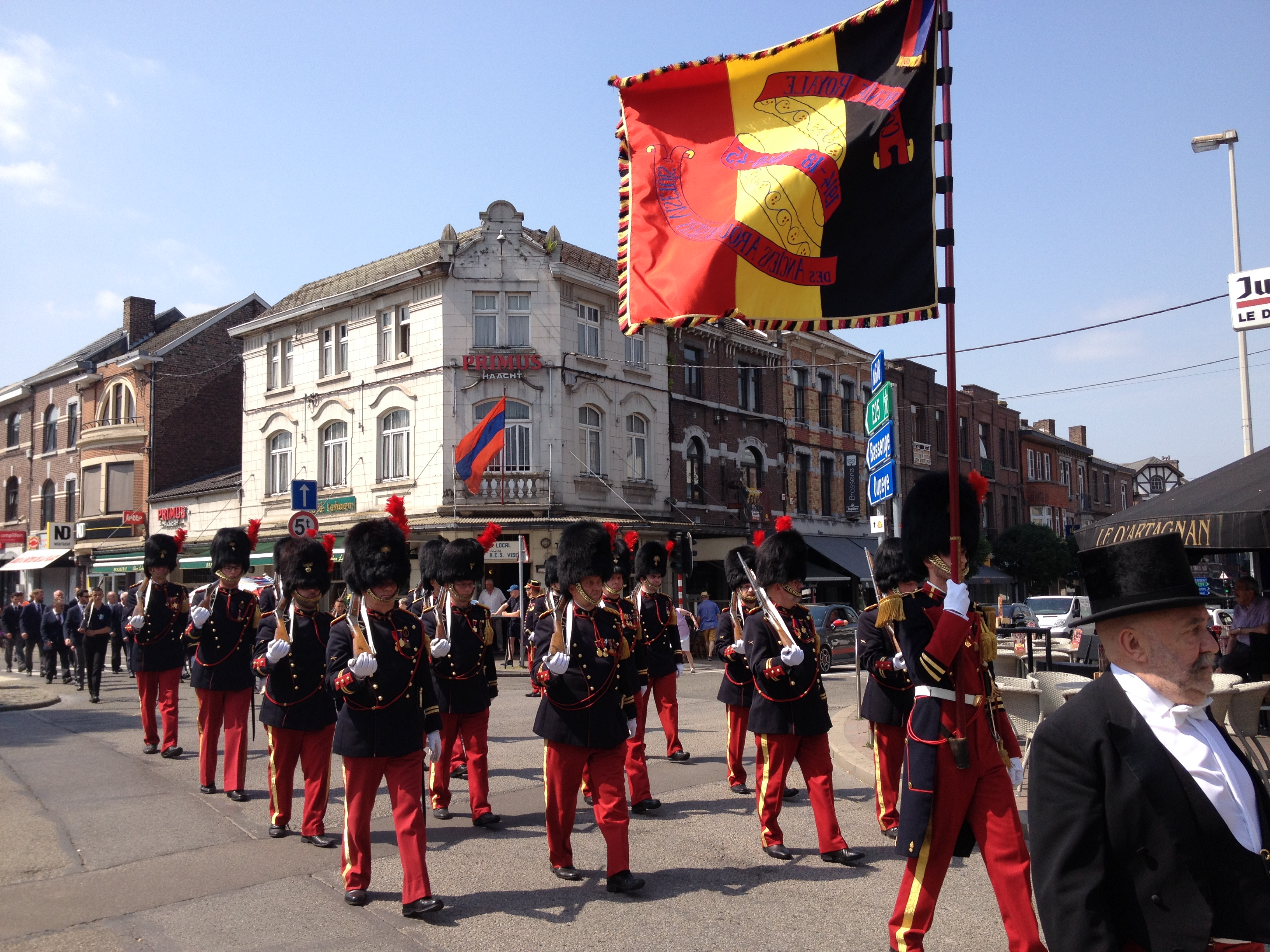
De Anciens Arquebusiers.

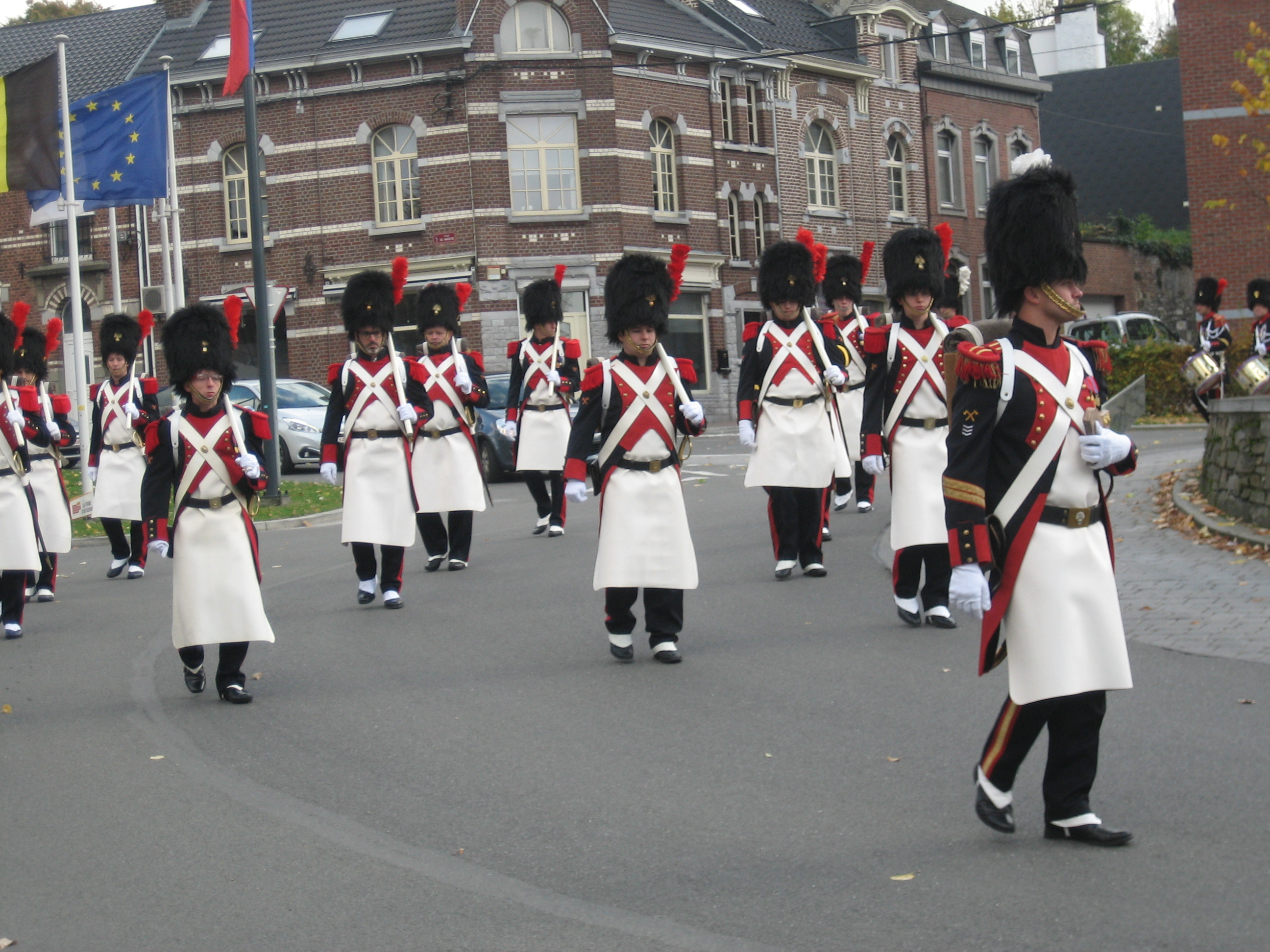
De Francs Arquebusiers.

De schutterijen van Wezet zijn drie schuttersgildes in de Waalse stad Wezet, België. De drie schutterijen zijn: Arbalétriers, Anciens Arquebusiers en Francs Arquebusiers. Zij werden respectievelijk in 2004, 2005 en 2010 opgenomen op de Lijst van Meesterwerken van het Mondeling en Immaterieel Erfgoed van de Federatie Wallonië-Brussel. Zij bestaan elk uit zo'n 200 leden en ze hebben elk een eigen lokaal, waar zij een café met museum runnen.

## Geschiedenis
Het kruisbooggilde (Arbalétriers) zou opgericht zijn in 1310 en erkend zijn door Theobald van Bar (prins-bisschop van Luik), maar er is geen bron of document waarin dit bevestigd wordt. De stad werd tussen 1330-1338 ummuurd door prins-bisschop Adolf van der Mark en werd in 1384 verheven tot een van de Goede Steden van het prinsbisdom Luik. De stadsmuur werd in 1675 gesloopt in opdracht van de Franse bezetter Lodewijk XIV.
Na de Spaanse Furie in Maastricht in 1576 en de aansluiting van deze stad bij de Pacificatie van Gent, volgden in juni 1578 de innames van Limburg, Valkenburg en Dalhem en in het voorjaar van 1579 het Beleg van Maastricht door Alexander Farnese en zijn Spaanse leger. Farnese verbleef tijdens het beleg in Wezet en zijn troepen plunderden ook deze stad. Hierdoor namen enkele burgers het initiatief om een nieuw gilde op te richten: de Arquebusiers. Prins-bisschop Gerard van Groesbeek bekrachtigde op 15 mei 1580 de oprichting en voorzag het gilde van statuten, die nog steeds van kracht zijn. In de 17e en 18e eeuw zou de streek tussen Luik en Maastricht regelmatig geplaagd worden door oorlogen en voorbijtrekkende legers, waarbij zowel de Arbalétriers als de Arquebusiers hun stad helpen verdedigen.
Na de Luikse en de Franse Revolutie verliezen de gildes en broederschappen hun verdedigende taken. De schutterijen behielden hun religieuze, sociale en ceremoniële folkloristische functies en bleven ook in de 19e eeuw bestaan. In 1909 leidde de politieke strijd op landelijk niveau tot een conflict binnen de Arquebusiers, - de katholieken kozen de kant van burgemeester Léon Meurice -, en de liberalen - de vrijen, Les Francs) kozen de kant van Clément Scaff, die sinds 1903 voorzitter (général-président) was -. De splitsing werd een feit toen de Francs Arquebusiers in maart 1910 in optocht door de straten van Wezet liepen.

## Huidige situatie

### Arbalétriers

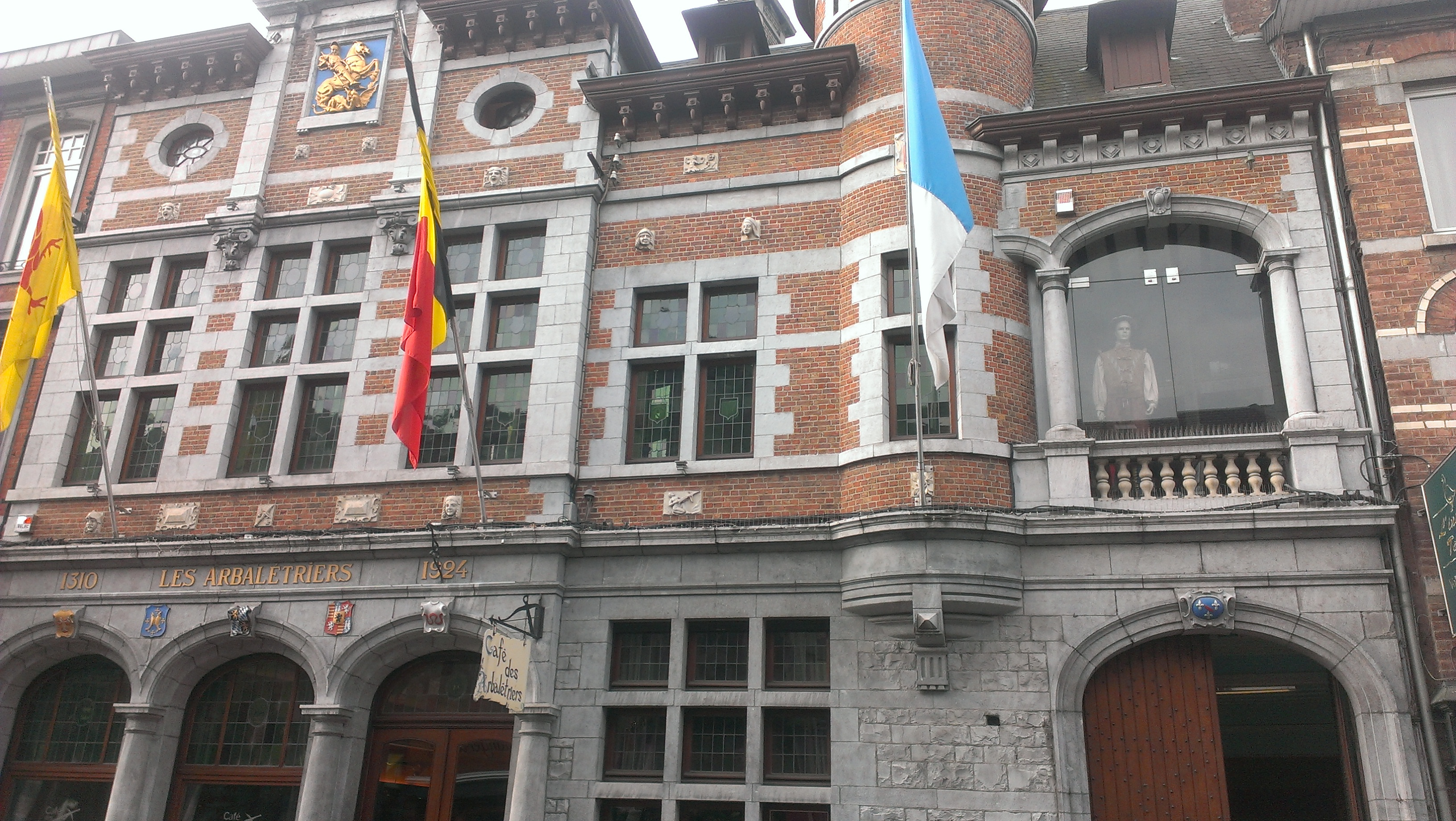
Lokaal van de Arbalétriers.

De Société royale des Arbalétriers visétois (kruisboogschutters) zou opgericht zijn in 1310. Zij hebben Sint-Joris (Saint-George) als beschermheilige. Ze tellen 200 leden en staan bekend als De Blauwen, Les Bleus. Hun café met museum, genaamd Bouchon, is gelegen aan de Rue Haute nr. 46.
De Arbalétriers organiseren la Descente op de voorlaatste zondag van april, het patroonsfeest van Sint-Joris op de zondag na 23 april en op de tweede zondag van augustus het koningsschieten (Tir du Roy) met een galadefilé. Zij werden in 2004 opgenomen op de Lijst van Meesterwerken van het Mondeling en Immaterieel Erfgoed van de Federatie Wallonië-Brussel.

### Ancien Arquebusiers

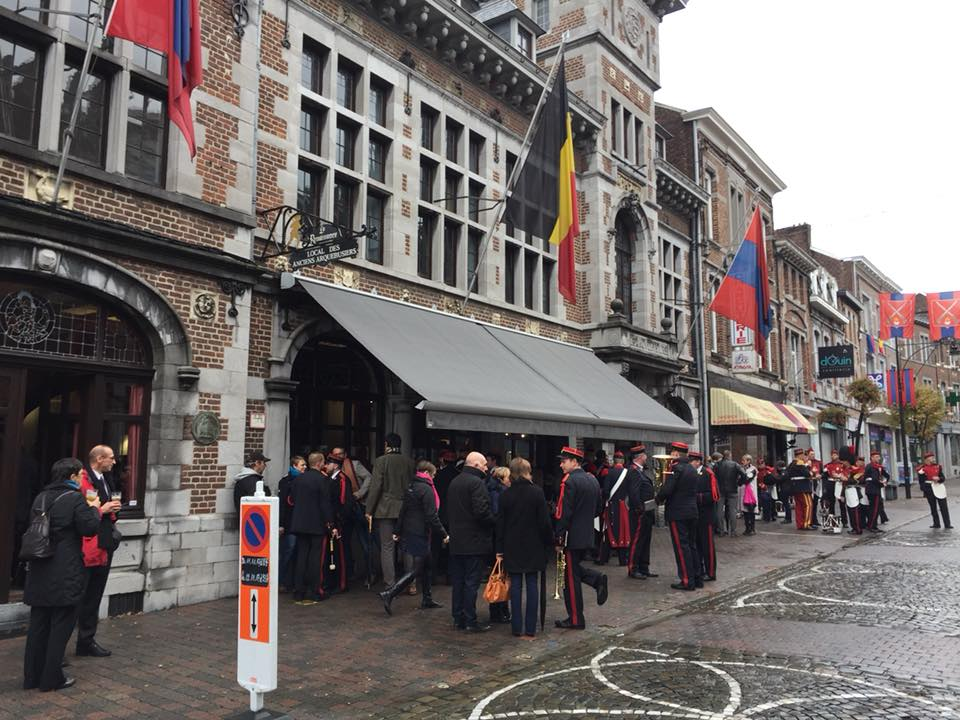
Lokaal van de Anciens Arquebusiers.

De Compagnie royale des Anciens Arquebusiers visétois (oude haakbusschutters of kloveniersgilde) is opgericht in 1579. Zij hebben Sint-Martinus als beschermheilige. Ze tellen 220 leden en staan bekend als De Roden, Les Rouges. Hun café met museum, genaamd La Renaissance, is gelegen aan de Rue Haute nr. 11.
De Anciens Arquebusiers vieren op de laatste zondag van juni de zomerkermis, la Fête d'Été en op de zondag na 11 november vieren ze hun patroonsfeest van Sint-Maarten. Zij werden in 2005 opgenomen op de Lijst van Meesterwerken van het Mondeling en Immaterieel Erfgoed van de Federatie Wallonië-Brussel.

### Francs Arquebusiers

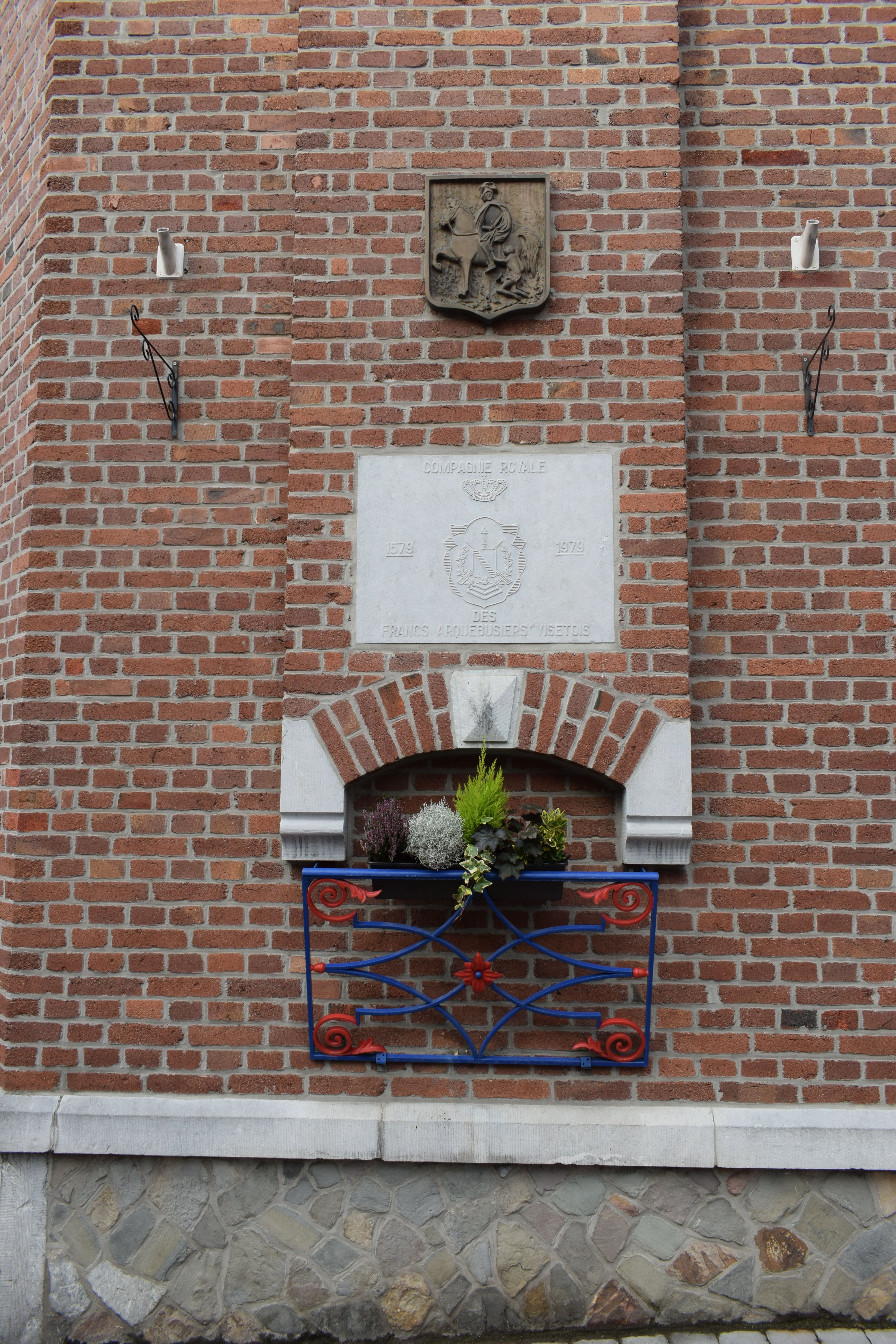
Lokaal van de Francs Arquebusiers.

De Compagnie royale des Francs Arquebusiers visétois (vrije haakbusschutters) is een afscheiding van de Arquebusiers (vandaar de aanduiding Anciens voor de oude). De Vrijen, Les Francs, splitsten zich af in 1910, maar behielden de rode kleur en de beschermheilige Martinus. Ze tellen 200 leden en hun café met museum is gelegen aan de Rue Dodémont nr. 3.
De Francs Arquebusiers vieren het Fête Dieu op Sacramentsdag, zestig dagen na Pasen (tweede donderdag na Pinksteren). Zij vieren hun patroonsfeest van Sint-Maarten op de zondag voor 11 november. Zij werden in 2010 opgenomen op de Lijst van Meesterwerken van het Mondeling en Immaterieel Erfgoed van de Federatie Wallonië-Brussel.